# Laholm (comuna)
Laholm ou Laolmo (em sueco: Laholm kommun) é uma comuna da Suécia localizada no condado de Halândia. Sua capital é a cidade de Laholm. Possui 883 quilômetros quadrados e segundo censo de 2018, havia 25 491 habitantes.